# Bad Neustadt an der Saale
Bad Neustadt an der Saale é uma cidade francônia no estado da Baviera, Alemanha. Localiza-se na região administrativa da Baixa Francónia. É a capital do distrito de Rhön-Grabfeld.